# Claude-Nicolas Le Cat

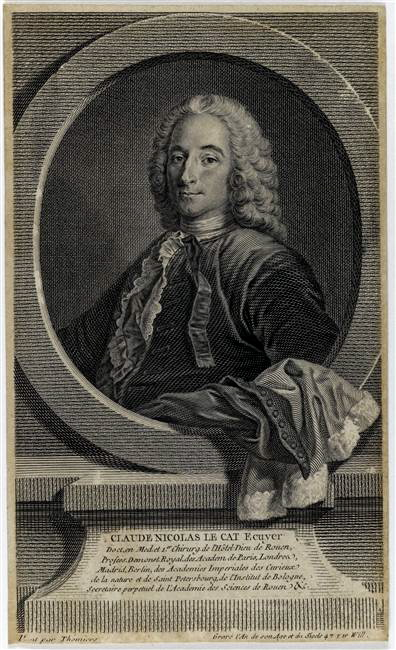
Claude-Nicolas Le Cat

Claude-Nicolas Le Cat, auch Claude Nicolas LeCat, (* 6. September 1700 in Blérancourt (Département Aisne); † 20. August 1768 in Rouen) war ein französischer Chirurg und Physiologe.

## Leben
Claude-Nicolas Le Cat war ein Sohn des Chirurgen Claude Le Cat und der Arzttochter Anne-Marie Méresse. Schon früh interessierte er sich für verschiedenste Disziplinen und entschloss sich zunächst, Geistlicher zu werden. Diesen Beruf gab er aber wieder auf und wurde aus Vorliebe für Mathematik Militäringenieur, blieb aber auch dabei nicht, sondern ergriff schließlich den Beruf seines Vaters, der ihm den ersten Unterricht in Chirurgie erteilte. Er begab sich dann 1726 nach Paris, wo er weitere chirurgische Studien betrieb, hatte diese aber noch nicht beendet, als er 1729 vom Erzbischof von Rouen, Monseigneur de Tressan, nach Rouen berufen wurde. Dort erhielt er 1731 die Stelle eines stellvertretenden Oberwundarztes am Hôtel-Dieu. Im Januar 1733 wurde er Doktor der Medizin in Reims und 1734 Magister der Chirurgie in Rouen, wo er sich im gleichen Jahr definitiv niederließ. Er lehrte hier in einer 1736 eröffneten Schule mit großem Erfolg Anatomie und Chirurgie. 1738 erhielt er den Titel königlicher Professor und Démonstrateur in Chirurgie. 1742 heiratete er die erst 13-jährige Marie-Marguerite Champossin, mit der er eine Tochter, Charlotte-Bonne David, hatte.
Von 1732 bis 1738 bewarb Le Cat sich um die von der chirurgischen Akademie ausgelobten Preise und gewann fast alle davon. Die Akademie bat ihn zuletzt, nicht mehr als Kandidat ihrer Preise aufzutreten. Dennoch unternahm er 1755 unter fremdem Namen noch einmal eine solche Bewerbung und trug abermals den Preis davon. Die Leopoldinische Akademie nahm ihn am 25. Januar 1754 unter dem akademischen Beinamen Plistonicus IV. (d. h. einer, der viele Siege errungen hat) unter ihre Mitglieder (Matrikel-Nr. 586) auf. Seit 1739 war er korrespondierendes Mitglied der Académie des sciences in Paris. 1757 wurde er Ehrenmitglied der Russischen Akademie der Wissenschaften in Sankt Petersburg.
Le Cat beschäftigte sich insbesondere mit der operativen Entfernung von Blasensteinen und erwarb sich hierbei durch eine verbesserte Methode des Steinschnittes einen Namen. Besonders kultivierte er den von William Cheselden entwickelten Seitensteinschnitt, für den er mehrere Instrumente, das Urethrotom, das Cystitom und das Gorgeret-Cystitom perfektionierte (ein von Hawkins entwickeltes Gorgeret, ein das Lithothom(e) insbesondere in England verdrängendes Gerät, war ebenso wie ein Gorgeret nach Marchetti bereits von dem französischen Mediziner Pierre-Joseph Desault um 1778 verbessert worden). In Verteidigung des letztgenannten Instruments führte er eine heftige Kontroverse mit Jean Baseilhac (1703–1781), einem unter seinem religiösen Namen Frère Côme bekannten Steinschneider, Pariser Chirurgen und Erfinder zahlreicher medizinischer Instrumente. Des Weiteren erfand er 1743 einen Krankenheber für sehr schwere Personen und verbesserte die Ambe des Hippokrates. Er war ein sehr geschickter Operateur, dabei aber der Reklame nicht abhold. Auch mit Mathematik, Kriegsbaukunst und Philosophie u. a. Disziplinen beschäftigte er sich, ohne dass jedoch seine diesbezüglichen Arbeiten, die sich teils in Zeitschriften wie dem Journal de Verdun, Journal de Trévoux, Journal de savants und dem Mercure befinden, sehr wissenschaftliche, vielmehr oft rein hypothetische sind.
1744 war Le Cat einer der Gründer der Académie royale des sciences, belles-lettres et arts in Rouen und wurde 1752 deren lebenslanger Sekretär für die Klasse der Wissenschaften und Künste. Von vielen gelehrten Gesellschaften Europas wurde er zum Mitglied erwählt, ebenso von der Akademie der Chirurgie in Paris. Er war gläubiger Katholik, Freund von Fontenelle und Voltaire und Gegner der Ideen Rousseaus.
Zur Belohnung seiner Verdienste wurde Le Cat 1762 von König Ludwig XV. geadelt, und es wurde ihm eine jährliche Pension von 2000 Francs ausgesetzt. Ein Brand zerstörte einen Teil seiner Bibliothek und das Manuskript eines Werks, an dem er viele Jahre gearbeitet hatte. Seine Gesundheit hatte durch seine übermäßigen literarischen Arbeiten gelitten, er fing an zu kränkeln und starb am 20. August 1768 im Alter von knapp 68 Jahren in Rouen. Sein Schwiegersohn, der wie er der Acádemie royale chirurgie angehörende, sich insbesondere mit Knocheninfektionen (Knochenkaries) beschäftigende, Chirurg Jean-Pierre David, folgte ihm in allen seinen Ämtern.

## Schriften (Auswahl)
- Dissertation sur le dissolvant de la pierre, et en particulier sur celui de Mademoiselle Stéphens. Rouen 1739.
- Mémoires couronnes par l’Académie de chirurgie. im 1. Band von deren Sammlung
- Traité des sens. Rouen 1739; Paris 1740; Amsterdam 1744; englisch London 1750.
- Lettre concernant l’opération de la taille, pratiquée dans les deux sexes. Rouen 1749.
- Recueil des pièces concernant l’opération de la taille, et réponse à un anonyme. 2 Bde,. Rouen 1749–63 (Polemik gegen den Frère Côme)
- Dissertation sur l’existence et la nature du fluide des nerfs et son usage pour le mouvement musculaire. Berlin 1753, von der dortigen Akademie preisgekrönt
- Traité de la couleur de la peau humaine en général, de celle des nègres en particulier, et de la métamorphose d'une de ces couleurs en l'autre, soit de naissance, soit accidentellement Amsterdam 1765.
- Nouveau système sur la cause de l évacuation périodique de sexe. Amsterdam 1765
- Parallèle de la taille latérale de M. Le Cat avec celle du lithotome caché. Amsterdam 1766 (unter dem Namen von Alexandre-Pierre Nahuys erschienene Fortsetzung der Polemik gegen den Frère Côme)
- Traité des sensations et des passions en général, et des sens en particulier. 2 Bde., Paris 1766.
- Œuvres physiologiques. 3 Bde,. Paris 1767.
- Cours abrégé d’ostéologie. Rouen 1768.
- Mémoire posthume sur les incendies spontanés de l’économie animale. postum, Paris 1813.